# Saint-Pierre-de-Mésage
Saint-Pierre-de-Mésage ist eine französische Gemeinde mit 788 Einwohnern (Stand: 1. Januar 2022) im Département Isère in der Region Auvergne-Rhône-Alpes (vor 2016 Rhône-Alpes). Sie gehört zum Arrondissement Grenoble und zum Kanton Oisans-Romanche.

## Geographie
Die Gemeinde Saint-Pierre-de-Mésage liegt im Tal der Romanche, etwa 15 Kilometer südsüdöstlich von Grenoble. Im Westen steigt das Gelände von 300 m über dem Meer im Tal bis zum 1269 m hohen Beauplat an. Umgeben wird Saint-Pierre-de-Mésage von den Nachbargemeinden Notre-Dame-de-Mésage im Norden, Vizille im Norden und Nordosten, Saint-Barthélemy-de-Séchilienne im Osten und Südosten, Laffrey im Südosten und Süden, Saint-Jean-de-Vaulx im Süden sowie Saint-Georges-de-Commiers (Berührungspunkt) und Champ-sur-Drac (Berührungspunkt) Westen. Durch die Gemeinde führt die Route nationale 85.

## Bevölkerungsentwicklung
| Jahr                       | 1962 | 1968 | 1975 | 1982 | 1990 | 1999 | 2006 | 2013 | 2021 |
| -------------------------- | ---- | ---- | ---- | ---- | ---- | ---- | ---- | ---- | ---- |
| Einwohner                  | 442  | 510  | 508  | 584  | 660  | 674  | 713  | 743  | 791  |
| Quellen: Cassini und INSEE |      |      |      |      |      |      |      |      |      |

## Sehenswürdigkeiten
- Kirche Sainte-Marie aus dem 19. Jahrhundert
- Reste eines Wehrhauses

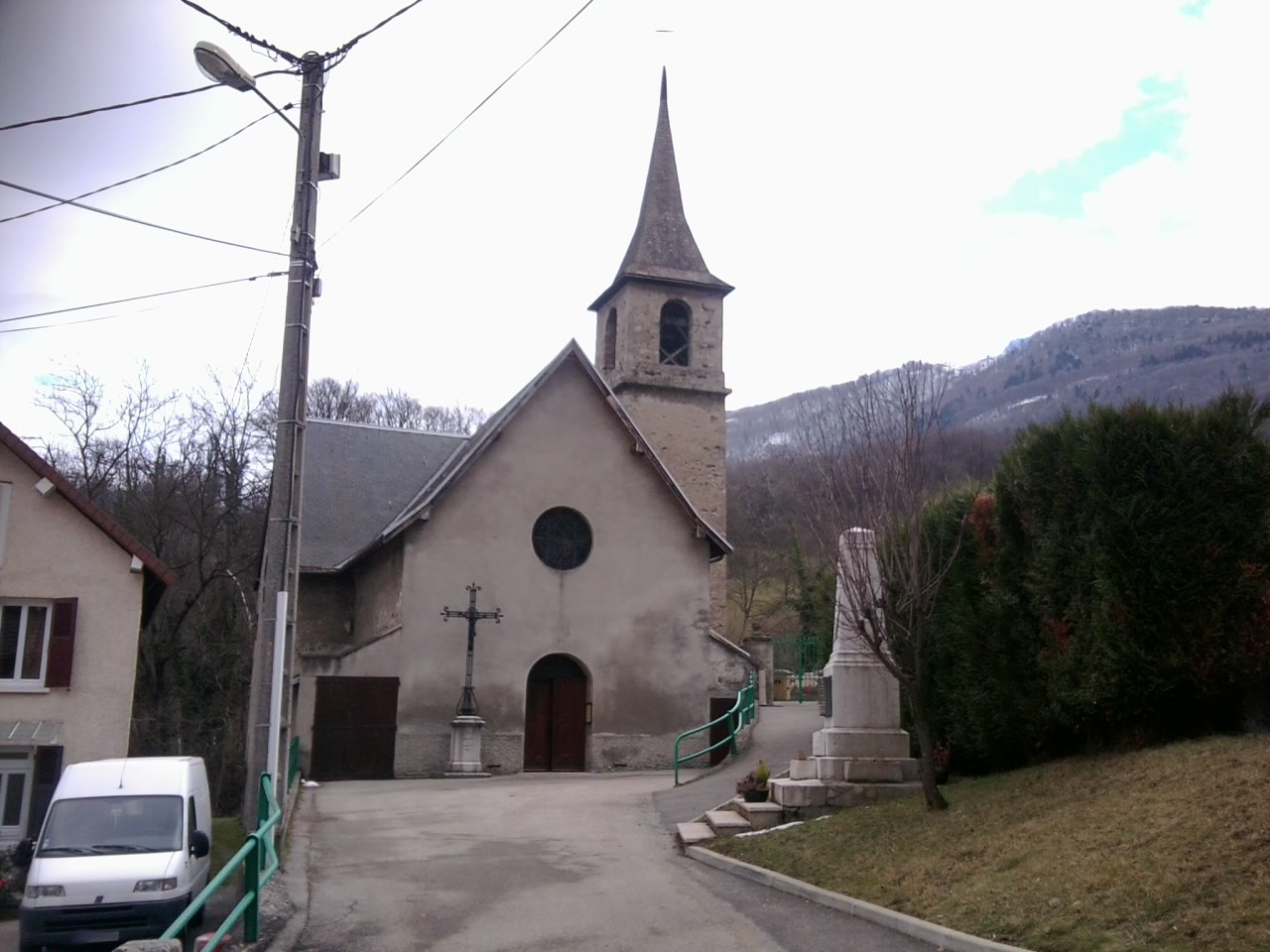
Kirche Sainte-Marie
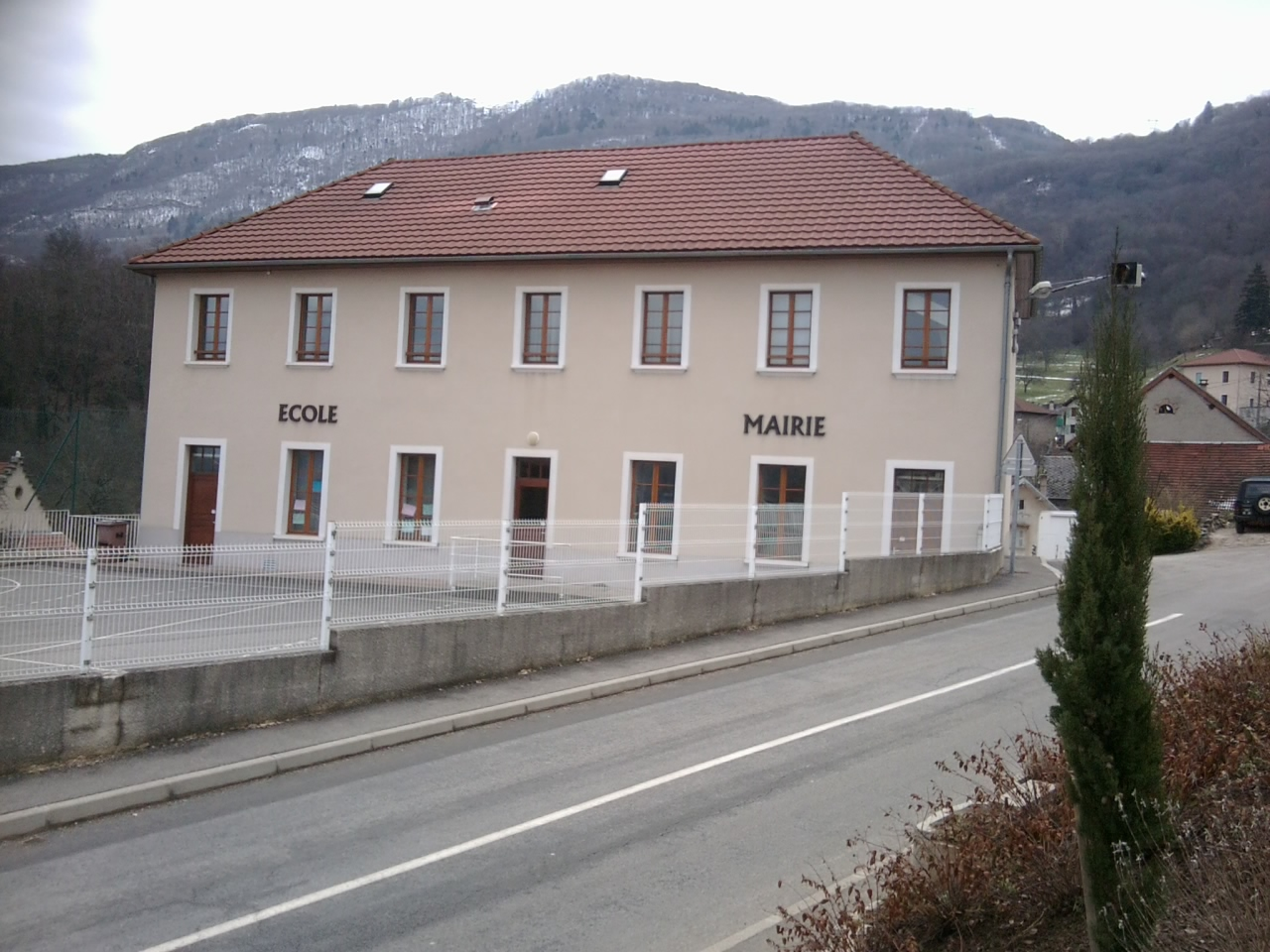
Rathaus (Mairie) und Schule von Saint-Pierre-de-Mésage